# Wim Kiekens
Wim Kiekens (Aalst, 26 febbraio 1968) è un ex calciatore belga, di ruolo centrocampista.

## Palmarès

### Club

#### Competizioni nazionali
- Coppa del Belgio: 1

Anversa: 1991-1992